# Hendrik Backer (politicus)
Hendrik Backer (Amsterdam, 15 augustus 1792 - 's-Graveland, 30 november 1846) was een Nederlandse bankierszoon (lid van de familie Backer) en politicus uit Amsterdam en langdurig lid en voormalig voorzitter van de Tweede Kamer der Staten-Generaal, getrouwd met Wilhelmina Cornelia Dedel, uit dezelfde invloedrijke familie als zijn moeder.
De gereformeerde Backer kwam uit een rijke familie uit het Amsterdamse stedelijke patriciaat. Vanaf 1809 studeerde hij enige tijd rechten in Utrecht, maar deze studie rondde hij nooit af. Hij was rijk genoeg om te rentenieren, en trad in 1815 toe tot de schutterij als kapitein, en werd in 1816 commissaris zandpaden op Muiden, Naarden en Weesp, een bestuurlijke functie.
In 1821 werd Backer verkozen in de Provinciale Staten van Holland voor de steden (Amsterdam), en in 1824 werd hij lid van de stedelijke raad van Amsterdam, een positie die hij tot zijn dood zou blijven bekleden. In 1827 wisselde hij zijn lidmaatschap van de Provinciale Staten in voor dat van de Tweede Kamer der Staten-Generaal. In het parlement behoorde hij tot de groep parlementariërs die meer financiële invloed voor het parlement wilde, de financiële oppositie. Daarnaast was hij gematigd liberaal. In de Kamer stemde hij in 1830 in met de afsplitsing van België, en in 1833, 1837 en 1839 stemde hij met de minderheid van de leden tegen de (voorlopige) begroting. In 1840 werd hij, zoals gebruikelijk in die tijd voor een jaar, gekozen als voorzitter van de Tweede Kamer. Het jaar erop wordt hij benoemd als commandeur in de Orde van de Nederlandse Leeuw.